# Fern Canyon
Pour les articles homonymes, voir Fern.
Le Fern Canyon est un canyon dans le Prairie Creek Redwoods State Park (qui fait partie d’un ensemble de parcs naturels avec le parc national de Redwood) dans le comté de Humboldt en Californie aux États-Unis.  

Un sentier de randonnée longe le canyon. Le paysage composé de fougères donne un sentiment de zone préhistorique. Il fut de ce fait utilisé pour tourner des scènes du film Jurassic Park et de l’émission de la BBC Sur la terre des dinosaures.

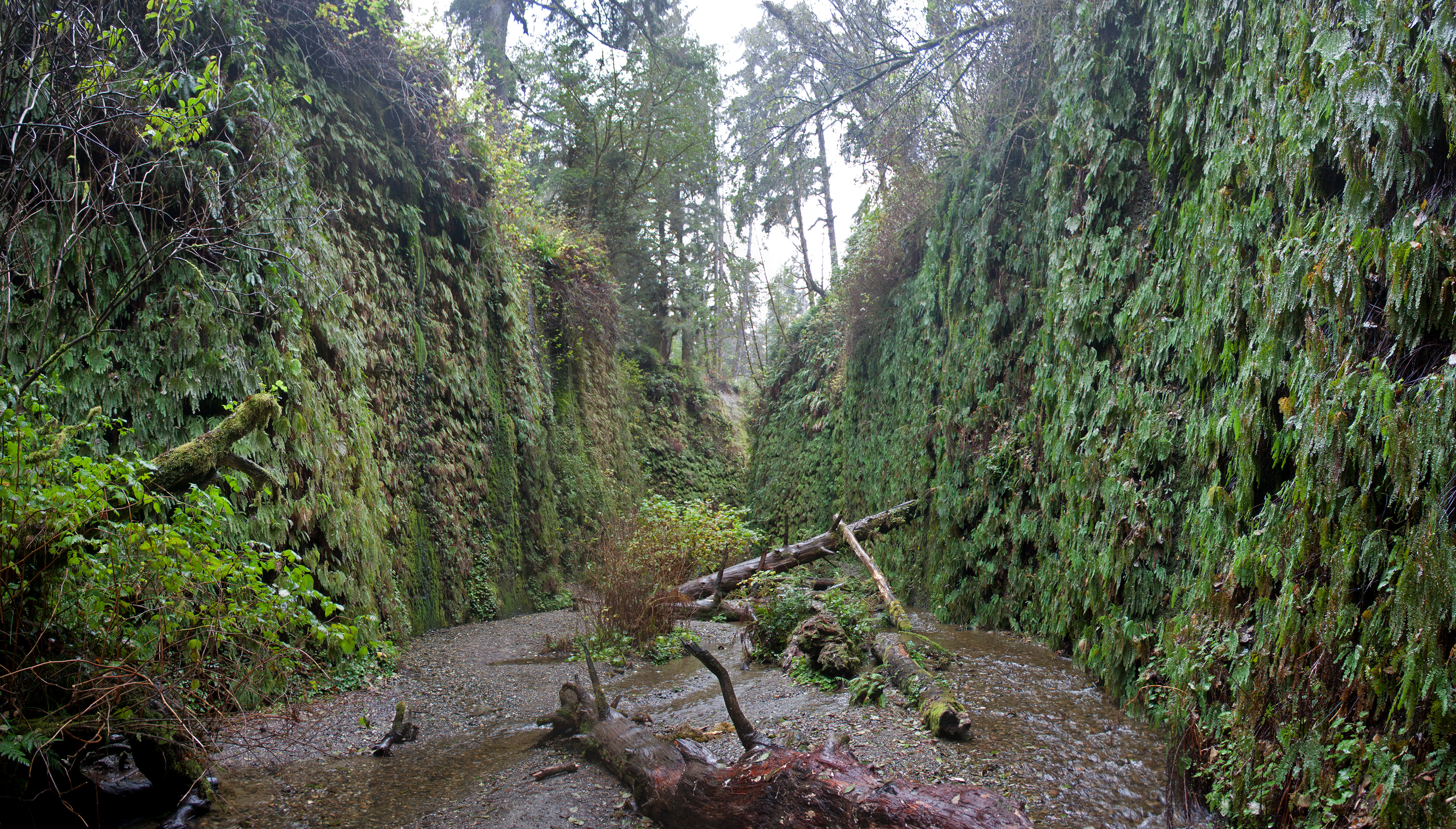
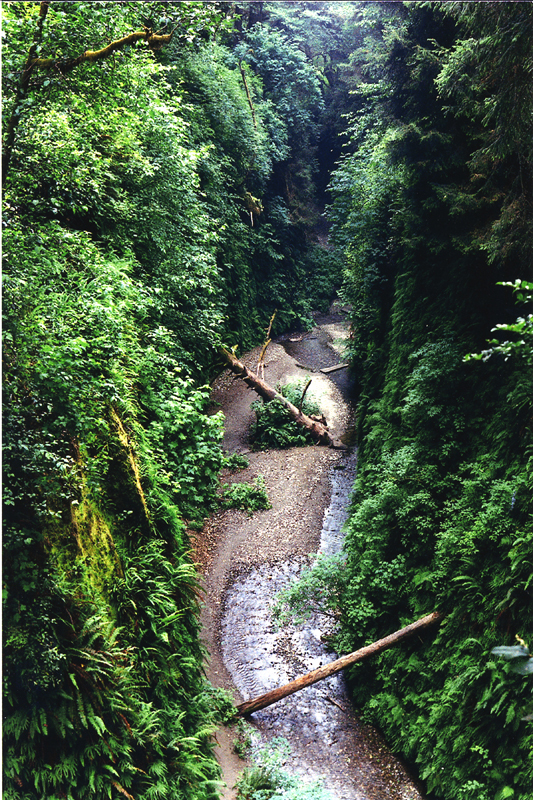